# MAORT-telep Nagykanizsa
A MAORT-telep (korábbi nevén MAORT-kemp) Nagykanizsa egyik városrésze a belvárostól és a Budapest–Székesfehérvár–Nagykanizsa-vasútvonaltól délre, a Köztemetőtől nyugatra. A sajátos karakterű városrész a 20. század közepén egységes terv szerint keletkezett egy addig szabad területen a Magyar–Amerikai Olajipari Rt. (MAORT) mérnökei, tisztviselői és munkásai számára. A második világháború utáni államosítással a telep állami tulajdonba került, de egészen a rendszerváltásig a helyi olajipari vállalat kezelésében maradt, amikor is privatizálták. 1992-től helyi egyedi, majd területi védelem alatt áll.

## Fekvése
Nagykanizsa városközpontja mellett, attól kissé délebbre, a vasút mentén helyezkedik el. Központi parkja a Sétakert. A telep a Papp Simon sétány, Maort, Vécsey, Olaj utca, Gyula köz területére terjed ki.

## Története
A Magyar-Amerikai Olajipari Rt. a magyar szénhidrogén-bányászat 20. századi fellendülése idején jött létre. 1938. július 18-án alakult az amerikai Standard Oil Company leányvállalataként. 
A magyar kőolajbányászatban Nagykanizsa központi helyet kapott, ahol később a MAORT mérnökei, tisztviselői és munkásai számára lakóterületet alakítottak ki. A MAORT-telep a II. világháború idején, 1942–43-ban épült.
A terület egy részének parkosítási munkái csak a háború után kezdődhettek el. A háború által félbeszakított építkezések 1946-ban folytatódtak. Ekkor az ideiglenes barakképületeket lebontották, helyükön időtálló falazott épületek készültek. A lakótelep végül 1949-ben készült el.
A háború utáni államosítással a telep állami tulajdonba került, de egészen a privatizációig a helyi olajipari vállalat kezelte a területet, így az változatlan formában őrizhette meg a karakterét. 
A lakóterület jellegzetes kertvárosias lakóterület, ahol a széles utcákat platán fasorok, nyírfák kísérik. A házak egységes földszintes, vagy alápincézett épületek. Később egyes épületek esetében a tetőtér beépítésére is sor került, de a tetőablak a tetősíkból nem emelkedik ki. A tetőformára az egyszerű nyeregtető jellemző, utcánként változóan utcával párhuzamos, vagy merőleges elrendezéssel. Színvilága a fehér és pasztell színeket követi.
A MAORT-telep országos viszonylatban is rendkívüli építészeti és urbánus környezeti érték, ugyanúgy, ahogy ennek megtartása, megőrzése is. A telep hosszú évtizedeken át változatlan formában való fennmaradását az olajipari vállalat hajdani felelősen gondolkozó vezetőinek és az ott lakóknak az érdeme, az önkormányzat pedig a helyi védelem aláhelyezésével 1992-ben időben felismerte a saját felelősségét a telep védelme ügyében.
A villanegyedben ligetes környezetben állnak a házak, az utcát kettős platánsor szegélyezi. Sok az örökzöld, a fák talán legszebbike a majdnem egy méter törzsátmérőjű, 25 méter magas amerikai gyantáscédrus.
A szomszédos Sétakert a város legnagyobb területű, 4 hektáros parkja. A kert díszbejáratának felújítását a Városvédő Egyesület 1999-ben határozta el, és 2000. augusztus 20-án, a város rendezvényeinek keretén belül a sétakert felújított bejárata is átadásra került.

## Alapítók
Papp Simon 1937-ben tért vissza Magyarországra, és itthon az akkor létrehozott MAORT főgeológusa lett. Vezetésével és irányításával fedezték fel a Lovászi szénhidrogén mezőt. A II. világháború magyarországi belépésével az amerikai vezetőket kiutasították az országból, és a MAORT szakemberei Papp Simon vezetésével magukra maradtak. A kormányzati szervek német nyomásra a termelés növelését szorgalmazták a kutatások rovására is.
A német megszállás idején már a MAORT alelnöke és vezérigazgatója lett, és sikeresen akadályozta meg, hogy a németek rátegyék a kezüket a zalai kőolajmezőkre, s a berendezések jelentős részének leszerelését és elhurcolását is megakadályozta.
A háborús események átvonulása után a MAORT 1945 novemberéig szovjet katonai parancsnokság alá került, majd visszatért az amerikai vezetés, és ismét Papp Simon vette át a cég irányítását. Később az amerikai vezetés és a kormányzati ellenőrök között kapcsolat annyira megromlott a fokozódó államosítási törekvések miatt, hogy az amerikai vezetők távoztak az országból, és a vezetés Papp Simonra maradt.
A MAORT-perben, 1949-ben Papp Simont halálra ítélték, majd büntetését kegyelemből életfogytiglani fegyházbüntetésre változtatták, és 1955-ben szabadulhatott, majd a munkáját folytatta.
Gyulay Zoltán 1938-ban a MAORT (Magyar–Amerikai Olajipari Rt.) mérnöke, 1945-ben műszaki igazgatója és az igazgatótanács tagja, majd 1948-ban a vezérigazgatója lett. Miután 1948-ban államosították a céget, a Nehézipari Minisztériumban osztályvezető volt, aztán Nagykanizsán a Dunántúli Ásványolaj Központ vezérigazgatója lett. Gyulay Zoltán volt a hazai rezervoármechanika megteremtője, ő vezette be az oktatásba is. Nevéhez fűződik az első magyarországi rotary-rendszerű fúrás megvalósítása, az akkori Európa leghosszabb kőolajvezetékének és a zalai olajlelőhelyek műszaki létesítményeinek a megtervezése, kidolgozta az olaj és a földgáz egy vezetékben, csomagokban való továbbítását.
Bősze Kálmán (1900–1969) 1936-ban kezdett el dolgozni a Magyar Amerikai Olajipari Rt-nél, mint az építési osztály vezetője. Bősze Kálmán álmodta meg, terveztette és valósította meg a zalai olajvidékeken, Kerettyén, Lovásziban, valamint a budapesti olajvezeték mentén a ma is álló tornácos lakótelepeket, irodaépületeket, kultúrházakat, pázsitos sportpályákat és vadregényes utakat. Miután a zalai olajmezők termelése felfutott, szükségessé vált, hogy a MAORT-mérnökök, tisztviselők, munkások számára Nagykanizsán is lakások épüljenek. A munka 1942-ben kezdődött, s hamarosan elkészült a lakótelep, amelynek parkosítását csak a háború után lehetett befejezni. A telep tervezésének, kivitelezésének szellemi atyja Bősze Kálmán erdőmérnök volt, aki már soproni egyetemi évei alatt építésztervezőként és komoly építkezés pallérjaként is komoly gyakorlatot szerzett. Bősze Kálmán erdőmérnök vénája ma is látszik a telepen, a bokrok, örökzöldek, fák mind rá emlékeztetnek. Bőszének az volt a célja, hogy a telep csöndjével, klímájával, kényelmével üdülőtelep jellegű legyen, és biztosítsa az itt lakók teljes pihenését, munka utáni kikapcsolódását. Nem tervezett a házak közé elválasztó kerítéseket, nem engedte meg – vállalati szervezési intézkedésekkel – a lakótelepi házak mellett a disznóólak, csirkeudvarok, veteményeskertek kialakítását. Azt hangoztatta, hogy az olajipar dolgozói keresnek annyit, hogy táplálékukat az üzletekben megvehessék. Az építkezés céljára a MAORT a Székelyföldön egy egész erdőt vásárolt. Mivel megfelelően igényes kivitelezőt nem találtak, saját építési részleget hoztak létre, amelybe felkészült szakembereket hoztak, akiket jól megfizettek.
Bősze Kálmán nevét őrzi a Bősze-köz, 1964-ben Nagykanizsa város díszpolgárává választották. 2010-ben avatták fel MAORT lakótelepen Bősze Kálmán erdőmérnök, a nagykanizsai és zalai MAORT-telepek alkotója, Nagykanizsa város díszpolgára tiszteletére állított kopjafát, Csávás Csaba alkotását. 
A MAORT-telep létrehozóinak, dr. Papp Simon és dr. Gyulay Zoltán bányamérnököknek és Bősze Kálmán erdőmérnöknek állít emléket a telep északkeleti sarkán, 2001 decemberében állított tábla.

## Örökségvédelem
Az egységes koncepciónak megfelelően felépült és fennmaradt telep ma Nagykanizsa helyi védelem alatt álló területéhez tartozik; a helyi védelem célja az egységes beépítési jelleg és épületállomány, karakter megtartása és megőrzése.
A város az első helyi védelmi rendeletének megalkotásával egyidejűleg, 1992-ben egyedi védelem alá helyezte a MAORT-telep családi házait. A rendelet 1997. évi újraalkotásakor a telep területét helyi védelmi területté nyilvánította, és szigorú előírásokat hoztak az épületek és a növényzet védelmére. Lényegében e szabályozás van mindmáig hatályban. A MAORT-telepen élők – különösen az új beköltözők – részéről időről-időre felmerültek panaszok az építési előírások szigorúsága miatt, de az önkormányzat az építésügyi szakemberek és a városvédők álláspontját is mérlegelve következetesen kitartott a szigorú szabályozás mellett.
2011. október 24-én a város megalkotta az épített környezet helyi védelméről szóló rendeletét, amely néhány pontban módosította, pontosította a MAORT-telepre vonatkozó szabályokat is. Az új rendelet elfogadásával egy időben a lakosok részéről új igények jelentkeztek a telepet érintő szabályok szigorának enyhítésére. 2012-ben módosította a városi közgyűlés helyi védelem előírását, de a szigorú elvekből nem engedett. A módosítás során az ott élők javaslatait is figyelembe vették. A módosítás során lehetőség van az ingatlan öntözésére szolgáló fúrt kút bejelentés és jegyzői engedély után történő elkészíttetésével, és terepszint alatti kialakításával. Az ingatlanon szabadtéri burkolt felület, járda, terasz, legfeljebb az ingatlan területének 5 százalékáig létesíthető. A külső térburkolat szürke színű kővel, betonnal vagy natúr égetett kerámia színével megegyező színű téglával, vagy téglautánzatú kiselemes anyagból készülhet. A járda színe megegyezhet a tetőcserép színével is.
A telep alápincézett épületeinél a pincék külső megközelítésére épületenként egy külső pincelejáró lépcső és egy, legfeljebb 1,10 méter széles külső pinceajtó építhető be utólag. Az ilyen pincelejárat csak oldal- vagy hátsó homlokzat mentén alakítható ki az alábbi feltételekkel: a pincelépcső járóvonala az érintett homlokzat vonalával párhuzamosan, az épület mellett, a homlokzattól legfeljebb 1 méter széles sávban helyezhető el, és a pincelépcső támfala a terepszint fölé legfeljebb 10 centiméterrel emelkedhet. A pincelejárat a támfal síkja fölé legfeljebb 10 centiméterrel kiemelkedő csapóajtóval fedhető le.

## Galéria

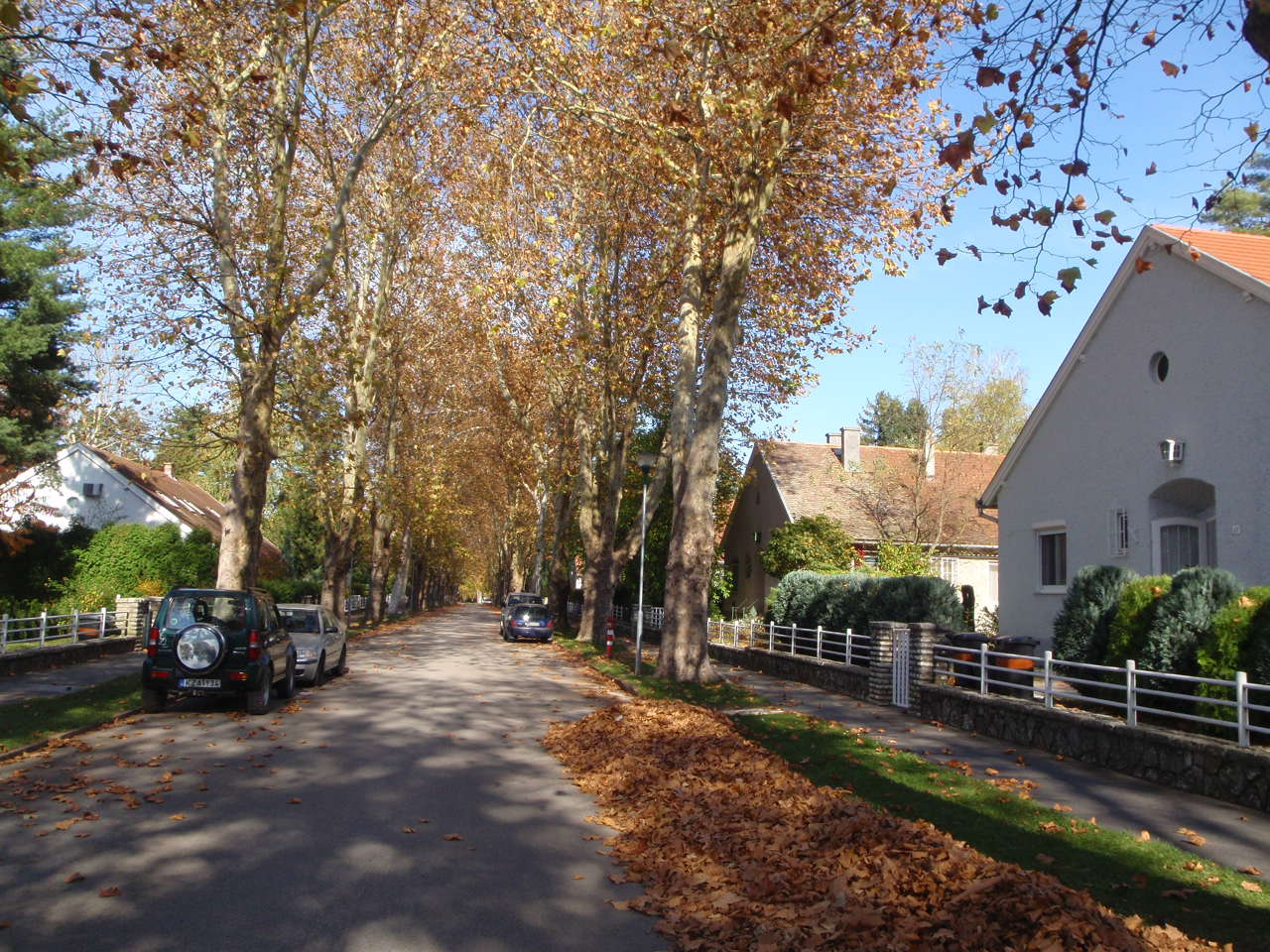
Olaj utca
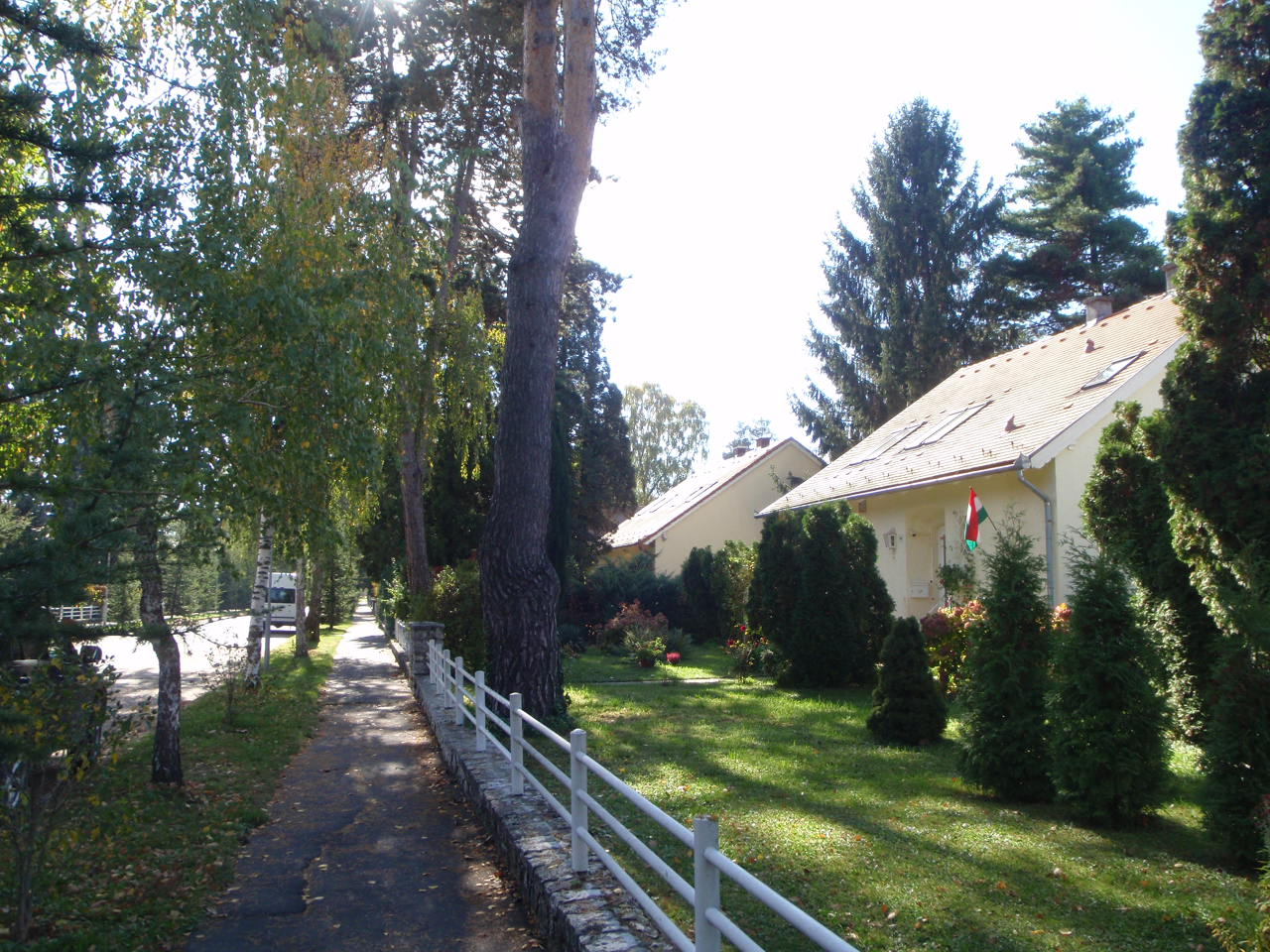
Maort utca
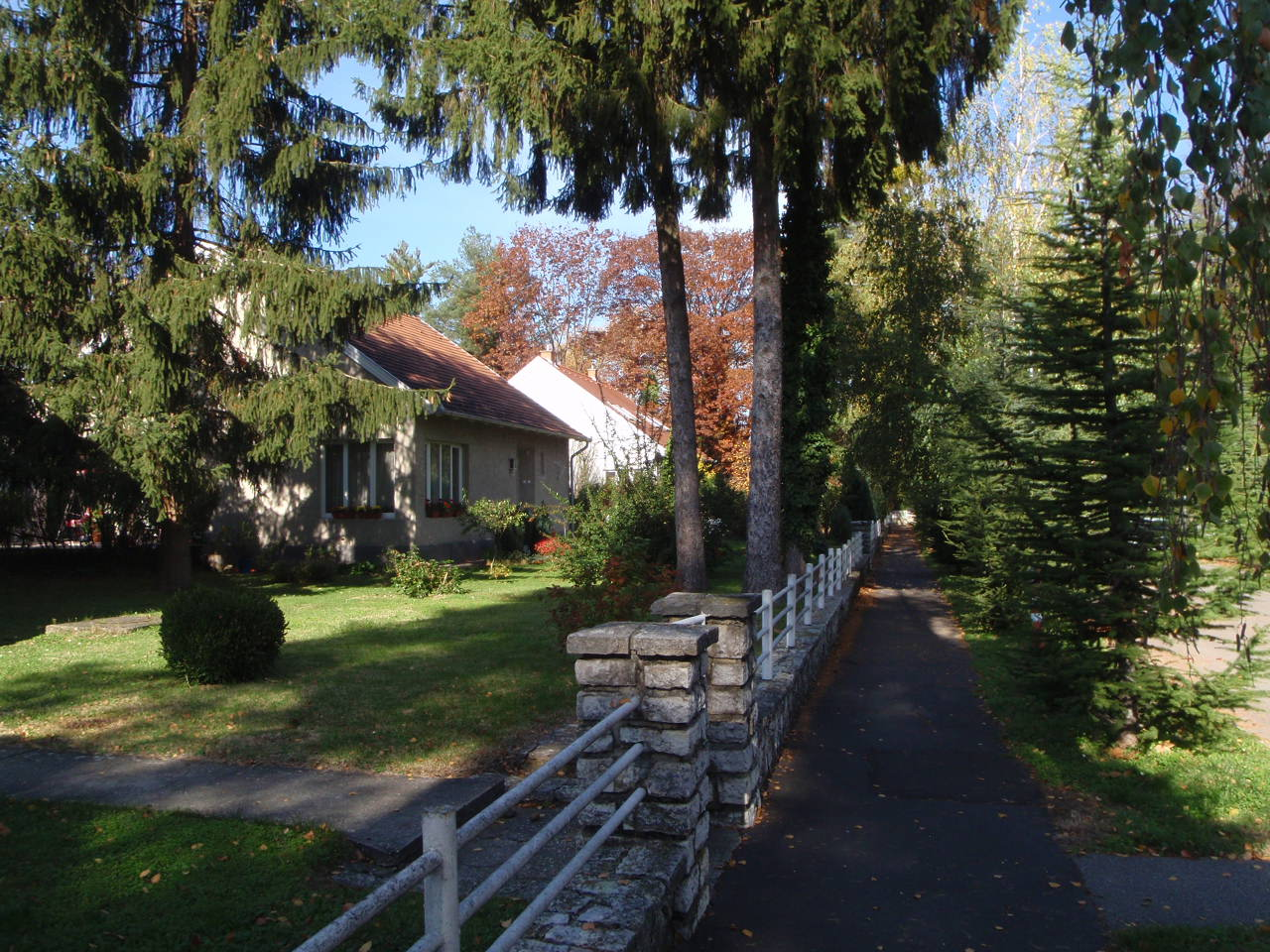
Maort utca
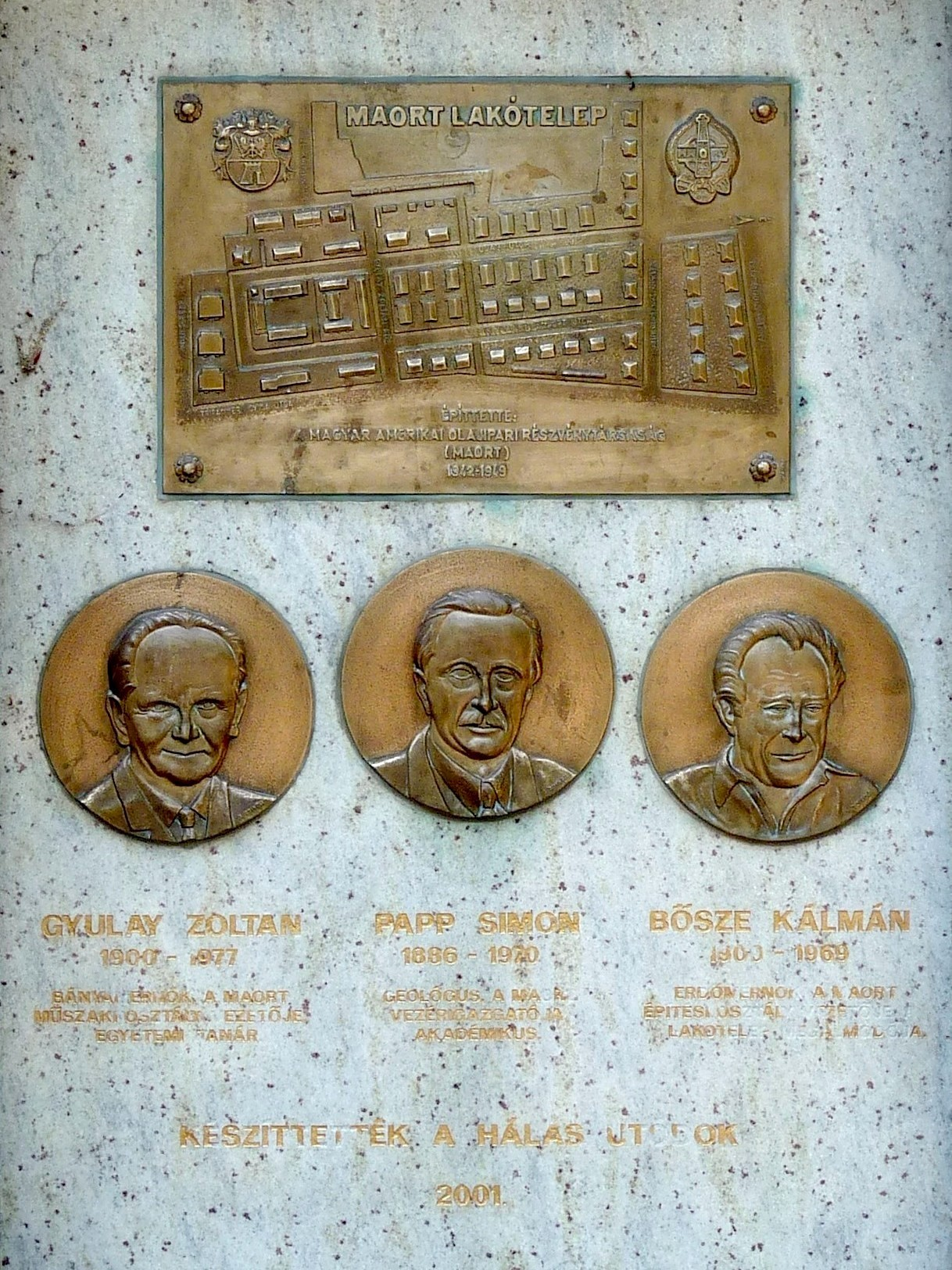
Emléktábla a MAORT-telep alapítóinak: Bősze Kálmán, Gyulay Zoltán, Papp Simon, Papp Simon sétány 2.

## Külső hivatkozások
- Amerikai álom a zalai olajmezőn – Index, 2018. január 15.